# Аргументы недели
«Аргуме́нты неде́ли» (прежнее название — «Аргументы и время») — еженедельная социально-аналитическая газета, издаётся в России, странах СНГ и за рубежом. Также существует электронная версия газеты — сетевое издание «Аргументы недели».
Газета выходит с мая 2006 года, тираж издания — 587 000 экземпляров.
Размер аудитории бумажной версии газеты «Аргументы недели» в России — 1,1 млн человек. Общий размер аудитории с учётом зарубежных тиражей — 1,3 млн человек.
В категории общественно-политических изданий газета «Аргументы недели» занимает 4-е место по размеру аудитории и значительно опережает по этому показателю многие известные бренды (например, аудитория газеты «Аргументы недели» по России превышает аудиторию газеты «Известия» в 3 раза и «Коммерсантъ» в 4,5 раза).
Основу команды составляют опытные журналисты и менеджеры, много лет занимавшие руководящие позиции в ведущих российских медиахолдингах («АиФ», «Известия», «МК», «КП», «Труд»).
«Аргументы недели» занимают лидирующие позиции по тиражам среди газет социально-аналитического направления.

## История создания

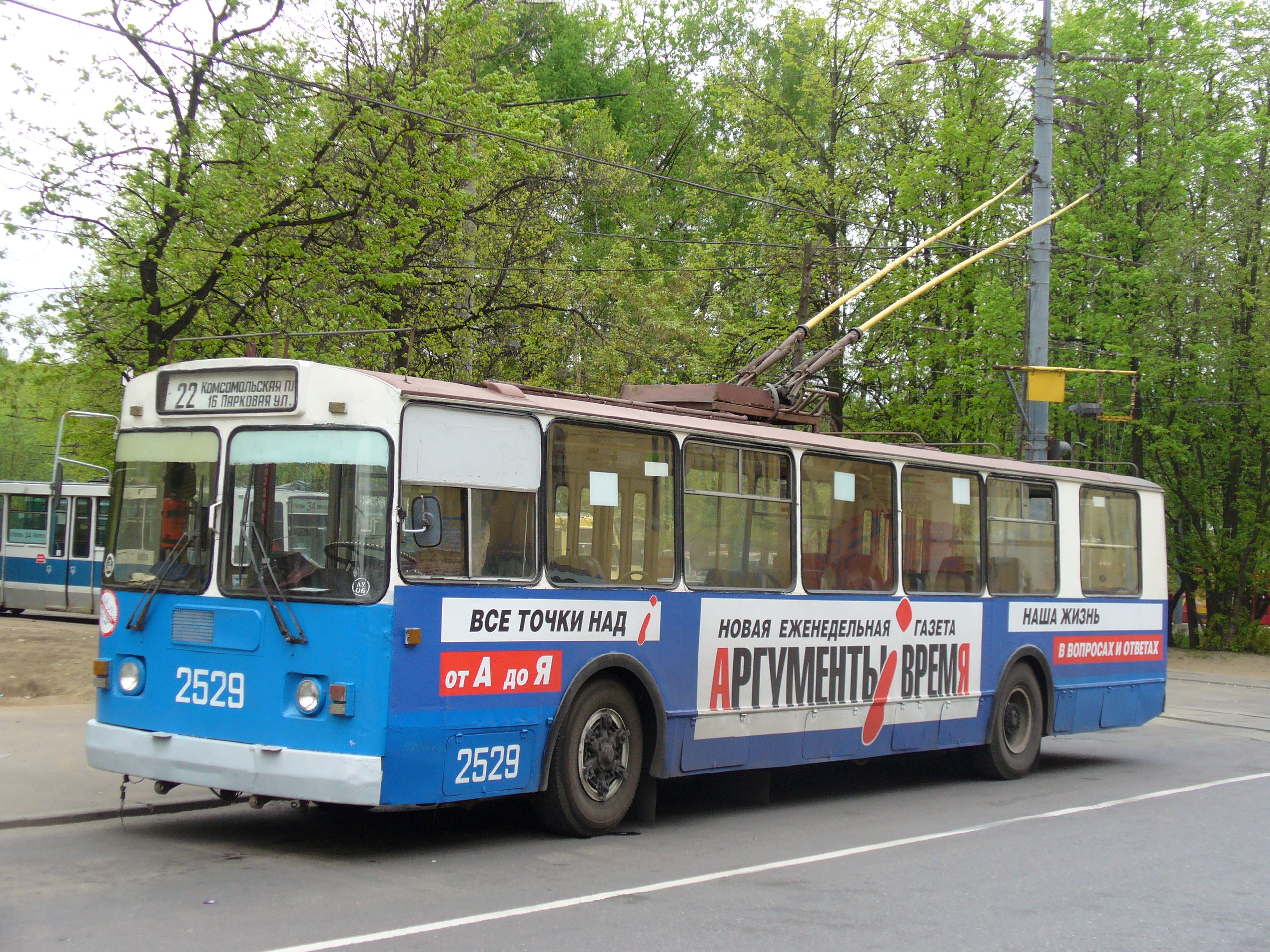
Реклама газеты Аргументы и время на московском троллейбусе (2006)

Идея создания новой газеты принадлежит журналистскому коллективу «Аргументов и фактов» во главе с заместителем главного редактора Андреем Углановым, которые покинули старое издание из-за разногласий с акционерами.

## Тематика газеты
Еженедельник «Аргументы недели» позиционирует себя как «газета для всей семьи». Основные темы газеты: политика, экономика, социальные проблемы, культура и спорт, здоровье, сад и огород, шоу-бизнес.
Постоянные рубрики: «Открытие», «Форум», «Времена», «Народные деньги», «Главная тема», «Конфликт», «Лабиринты истории», «Мир шпионажа», «Культура», «Спорт», «Здоровье», «Своя земля», «Говорят, что…»